# Xyletobius megalops
Xyletobius megalops là một loài bọ cánh cứng thuộc họ Ptinidae.